# Kozagawa (Wakayama)
Kozagawa (japanisch 古座川町, -chō) ist ein Ort im Landkreis Higashimuro (東牟婁郡) der japanischen Präfektur Wakayama. Die Stadt hat 2451 Einwohner (Stand 1. März 2021) auf einer Fläche von 294,52 km².

## Geschichte
1956 schloss sich die Stadt Takaike (高池町) mit den Dörfern (mura) Myōjin (明神村), Mitogawa (三尾川村), Kogawa (小川村) und Shichigawa (七川村) zur neuen Stadt Kozagawa zusammen.
Ortsvorsteher ist seit 2008 Takeo Takeda (武田 丈夫) (Stand Januar 2013).

## Sehenswertes
- Kozagawa-no-Ichimaiiwa Felsen
- Takinohai und die Maboroshi-no-taki Wasserfälle
- der Shichikawa Damm
- die Kozagawa Schlucht, sowie die
- heißen Quellen von Tsukinose und Yunohana

## Wirtschaft
In Kozagawa ist die Forstwirtschaft hoch entwickelt.

## Weblinks

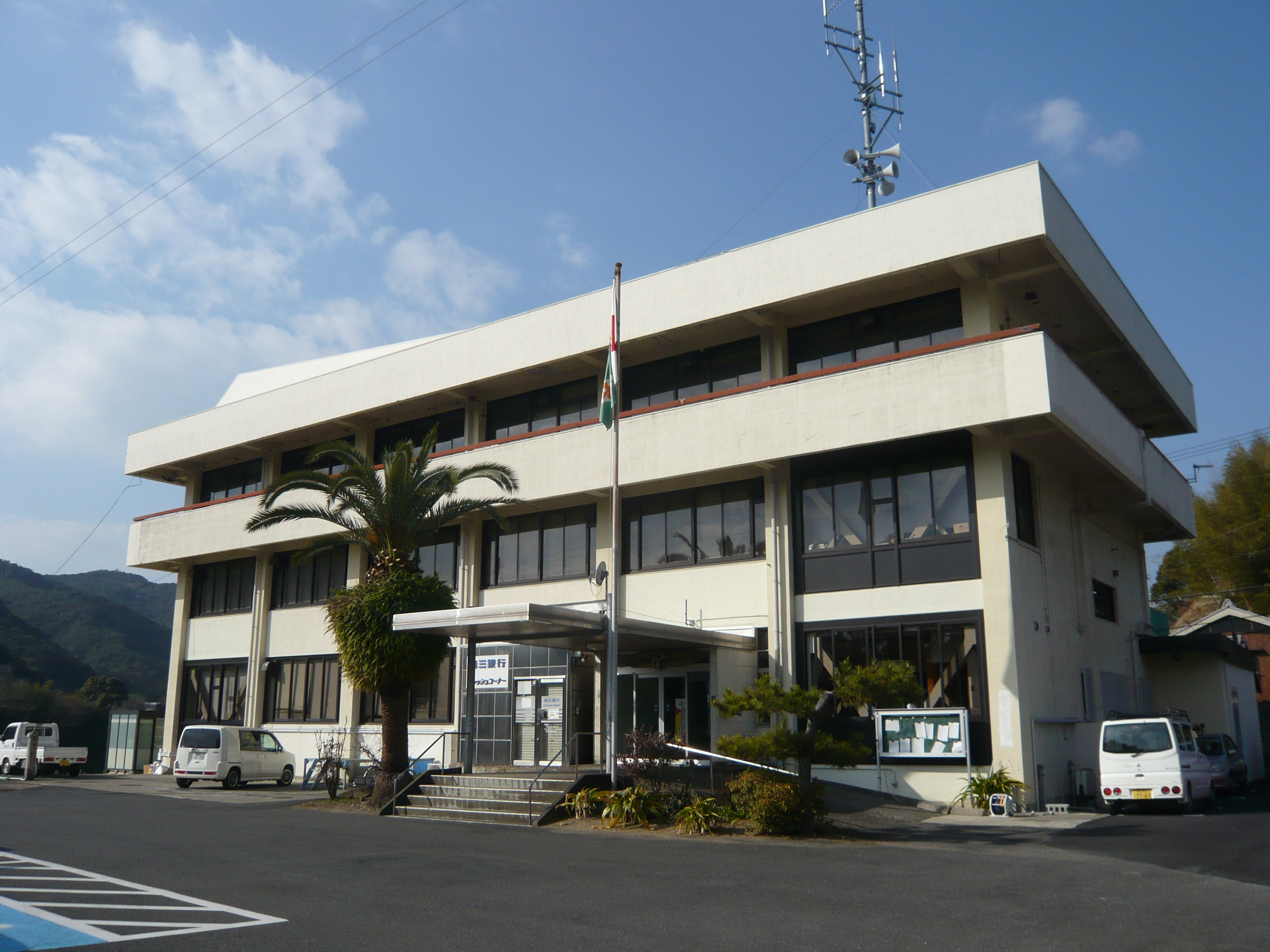
Rathaus von Kozagawa